# Гров-Сити (Флорида)
Гров-Сити (англ. Grove City) — статистически обособленная местность, расположенная в округе Шарлотт (штат Флорида, США) с населением в 2092 человека по статистическим данным переписи 2000 года.

## География
По данным Бюро переписи населения США статистически обособленная местность Гров-Сити имеет общую площадь в 3,63 квадратных километров, из которых 3,37 кв. километров занимает земля и 0,26 кв. километров — вода. Площадь водных ресурсов округа составляет 7,16 % от всей его площади.
Статистически обособленная местность Гров-Сити расположена на высоте 3 м над уровнем моря.

## Демография
По данным переписи населения 2000 года в Гров-Сити проживало 2092 человека, 659 семей, насчитывалось 1045 домашних хозяйств и 1457 жилых домов. Средняя плотность населения составляла около 576,31 человека на один квадратный километр. Расовый состав населённого пункта распределился следующим образом: 97,71 % белых, 0,43 % — чёрных или афроамериканцев, 0,38 % — коренных американцев, 0,67 % — азиатов, 0,53 % — представителей смешанных рас, 0,29 % — других народностей. Испаноговорящие составили 0,91 % от всех жителей статистически обособленной местности.
Из 1045 домашних хозяйств в 13,5 % воспитывали детей в возрасте до 18 лет, 53,3 % представляли собой совместно проживающие супружеские пары, в 5,6 % семей женщины проживали без мужей, 36,9 % не имели семей. 30,0 % от общего числа семей на момент переписи жили самостоятельно, при этом 18,7 % составили одинокие пожилые люди в возрасте 65 лет и старше. Средний размер домашнего хозяйства составил 2,00 человек, а средний размер семьи — 2,40 человек.
Население статистически обособленной местности по возрастному диапазону по данным переписи 2000 года распределилось следующим образом: 12,7 % — жители младше 18 лет, 3,7 % — между 18 и 24 годами, 17,3 % — от 25 до 44 лет, 28,3 % — от 45 до 64 лет и 38,1 % — в возрасте 65 лет и старше. Средний возраст жителей составил 58 лет. На каждые 100 женщин в Гров-Сити приходилось 99,8 мужчин, при этом на каждые сто женщин 18 лет и старше приходилось 96,9 мужчин также старше 18 лет.
Средний доход на одно домашнее хозяйство статистически обособленной местности составил 32 104 доллара США, а средний доход на одну семью — 41 976 долларов. При этом мужчины имели средний доход в 22 685 долларов США в год против 17 177 долларов среднегодового дохода у женщин. Доход на душу населения статистически обособленной местности составил 32 104 доллара в год. 4,9 % от всего числа семей в населённом пункте и 9,6 % от всей численности населения находилось на момент переписи населения за чертой бедности, при этом 13,6 % из них были моложе 18 лет и 6,9 % — в возрасте 65 лет и старше.